# Kargapol'sky (huyện)
Huyện Kargapol'sky (tiếng Nga: ? райо́н) là một huyện hành chính tự quản (raion), của Tỉnh Kurgan, Nga. Huyện có diện tích 3187 km², dân số thời điểm ngày 1 tháng 1 năm 2000 là 38200 người. Trung tâm của huyện đóng ở Kargapol'ye.